# Aviaaja Kleist
Aviaaja Kleist (* 6. Oktober 1980) ist eine ehemalige grönländische Handballspielerin.

## Leben und Karriere
Aviaaja Kleist – zu dieser Zeit noch für die Jugendauswahl spielberechtigt – stand bei der Panamerikameisterschaft 1999 im Kader der grönländischen Nationalmannschaft. Im Zuge dieses Wettbewerbs debütierte sie am 1. April 1999 bei der 17:24-Niederlage gegen Brasilien für die Nationalmannschaft und bestritt insgesamt drei Länderspiele, in denen sie vier Treffer erzielte. Mit dem Ende des Turniers war die internationale Karriere der Rechtsaußen beendet, bei der nachfolgenden Panamerikameisterschaft und der Weltmeisterschaft 2001 gehörte Kleist nicht mehr zum Kader. Auf Vereinsebene spielte die Grönländerin für GSS Nuuk.